# Agabus ruwenzoricus
Agabus ruwenzoricus är en skalbaggsart som beskrevs av Guignot 1936. Agabus ruwenzoricus ingår i släktet Agabus och familjen dykare. Inga underarter finns listade i Catalogue of Life.